# Alconadilla
Alconadilla es una localidad de la provincia de Segovia, perteneciente al municipio de Alconada de Maderuelo. 
Está situada entre Aldealengua de Santa María y la Villa de Maderuelo, a la orilla del río Riaza y en la recula del embalse de Linares.

## Historia
Posiblemente el pueblo de Alconadilla estaba situado en sus orígenes entre la desembocadura del río de Riaguas con el río Riaza, cerca de las eras. Algunas de las pertileras de los pajares, ventanas y puertas carreteras de Alconadilla pueden proceder de los restos de la iglesia de Santiago, que esa era su denominación.
Como consecuencia de su desaparición a principios del siglo XVIII, el pueblo fue adquirido por la Marquesa de Villena, y es probable que pasados unos 20 años, a mediados del siglo XVIII, algún descendiente de los antiguos moradores comenzara la reconstrucción de Alconadilla en la ubicación actual.
El nombre original en el año 1247 era Archonada de Yuso, pasando a lo largo del siglo XVI a llamarse Alconadilla.
Es citado en 1826 por Miñano como Alconadilla' y como Halconadilla, como Lugar Secular de la Provincia de Burgos, partido de Aranda de Duero, jurisdicción de Maderuelo, con 18 vecinos y 79 habitantes.
La pertenencia a la provincia de Burgos se dio en un intento de reforma provincial, situación revertida posteriormente.
Anexo:División administrativa de Burgos (1826-1829)
Historia de Alconada y Alconadilla dentro de la Comunidad de la Villa y Tierra de Maderuelo. Agustín Martin Vecino. Año 2017. Depósito Legal: M-18313-2017
Estaba integrado en la Comunidad de Villa y Tierra de Maderuelo.

## Demografía
| 9             | 8 | 8 | 8 | 10 | 9 | 8 | 9 | 8 | 6 | 6 | 5 | 6 |
| (Fuente: INE) |   |   |   |    |   |   |   |   |   |   |   |   |

## Monumentos
La Iglesia de Nuestra Señora de la Presentación está construida en un solo volumen rectangular donde nave y presbiterio se separan en el interior. Construida en mampostería con sillares reforzando vanos y esquinas. A sus pies se levanta una sencilla espadaña.
Destaca la fuente de dos caños con poza y pilón que fue construida en el año 1905 siendo alcalde Pablo Águeda.

## Fiestas
Las fiestas de la patrona "Nuestra Señora de la Presentación" son el primer fin de semana de agosto, celebrándose de viernes a lunes.
El viernes comienzan las fiestas con las actividades infantiles por la tarde y por la noche el baile de las tortas y una chocolatada para todo el pueblo acompañado de diferentes actuaciones teatrales.
El sábado comienza el día con la gimcana ciclista y los juegos infantiles. Por la tarde las eliminatorias de tute, mus, frontenis y el desfile de disfraces para finalizar por la noche con el baile con orquesta.
El domingo por la mañana se celebra la misa seguida de la procesión de la virgen de Nuestra señora de la Presentación llevada a hombros por las mujeres dando la vuelta al pueblo. A la puerta de la iglesia se celebra el sorteo de palos, rosquillas y florones. Finalizando todos los vecinos en el aperitivo a las puertas del centro social. Por la tarde se celebran las finales de mus, tute, frontenis, chito, bolos y pelota a mano. Finalizando por la noche con la entrega de trofeos y el baile con orquesta.
El lunes se celebra la misa por los difuntos, poniendo fin a las fiestas.

## Asociaciones
Asociación "La Alegría": Fundada en el año 1979 para impulsar la recuperación del pueblo de Alconadilla, es el eje principal de las actividades y reformas que se producen en este pequeño pueblo.
La asociación está formada principalmente por los vecinos del pueblo. 

## Personas ilustres
- Sara Águeda Martín, arpista nacida en Madrid, de padres de Alconadilla. En la iglesia de Alconadilla ha grabado varias obras acompañada de Calia Álvarez Dotres.

## Alrededores de interés turístico
Parque natural de Hoces del Río Riaza, Maderuelo, Ayllón, sabinar de Moral de Hornuez y Riaza.